# کاخ‌های تهران

## کاخ سعدآباد

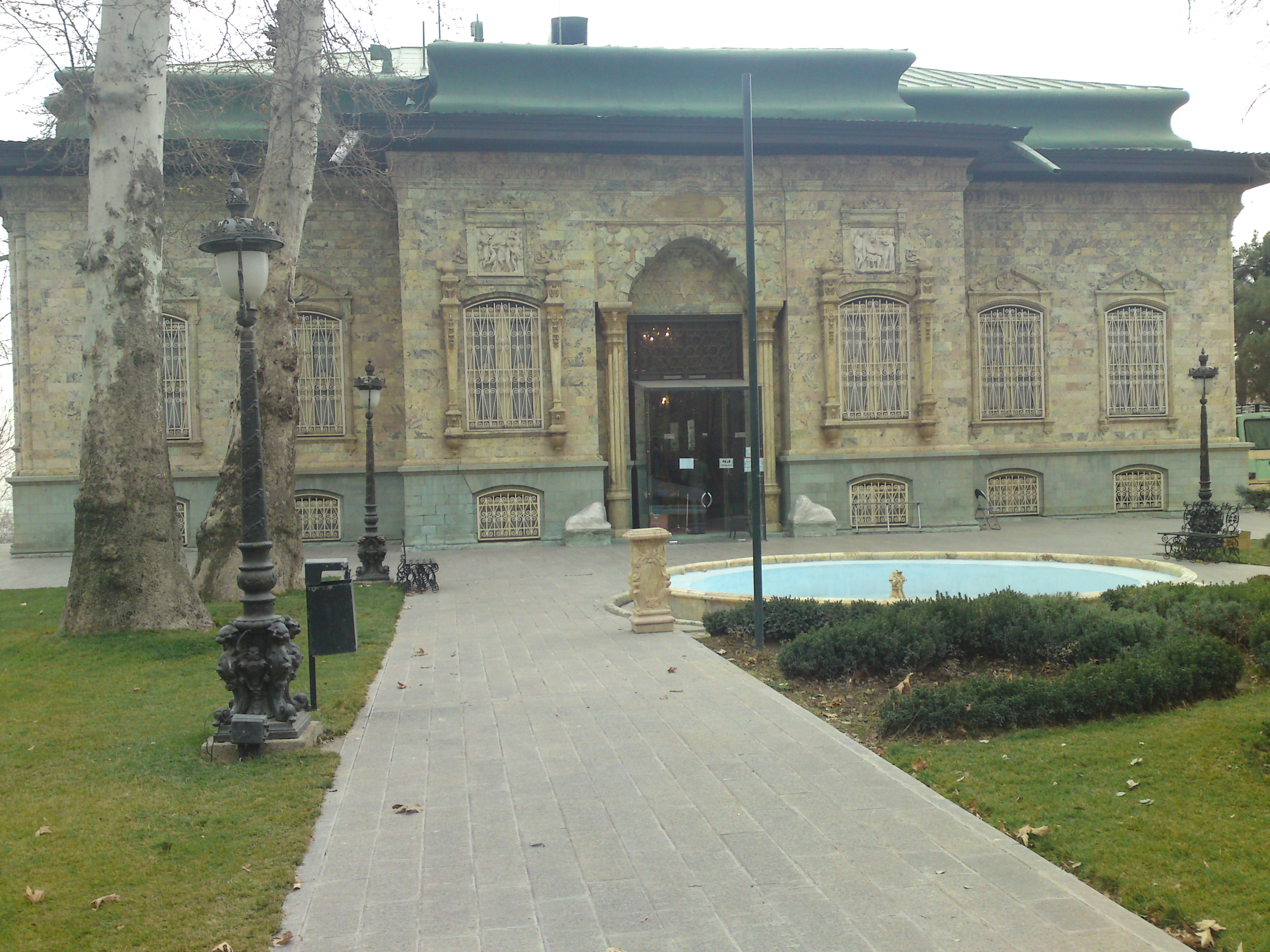
نمایی از کاخ سبز از مجموعه کاخ‌های سعدآباد

این مجموعه کاخ‌ها در دره دربند، شمالی‌ترین و خوش آب‌وهواترین منطقه تهران در زمینی به مساحت ۱۱۰ هکتار بنا شده‌است. این مجموعه دارای حدود ۱۸۰ هکتار جنگل طبیعی، چشمه‌سارها، قنات‌ها، باغستان‌ها، گلخانه‌ها و خیابان است. این عمارت از شمال با کوه‌های البرز، از شرق با گلاب‌دره، از غرب با ولنجک و از جنوب با تجریش همسایگی دارد. رودخانه جعفرآباد، از وسط محوطه کاخ می‌گذرد. میانگین دمای سالانه این منطقه ۱۲٫۹ درجه سانتیگراد برآورد شده‌است و در ارتفاع ۱۶۵۰ تا ۱۸۰۰ متری از سطح دریا قرار دارد.
مجموعه سعدآباد، چهار دوره تاریخی قاجاریه، پهلوی اول و پهلوی دوم و پس از انقلاب ایران را سپری کرده‌است. سعدآباد در دوره قاجار بنا شد و سکونت‌گاه تابستانی (ییلاق) شاهان این دودمان بوده‌است. پس از کودتای ۱۲۹۹ و تصرف آن توسط خاندان پهلوی، بناها و عمارت‌های متعددی در آن ساخته شد که بالغ بر ۱۸ کاخ در ابعاد مختلف می‌شوند. هر یک از بناها محل سکونت یکی از افراد دودمان پهلوی بوده‌است. محمدرضا پهلوی نیز در دهه ۱۳۵۰ در این مکان سکنی گزید. قدیمی‌ترین کاخ این مجموعه، کاخ (کوشک) احمدشاهی بوده‌است. پس از انقلاب ۵۷ این مجموعه به شکل موزه درآمد، اما کاخ کنونی ریاست جمهوری در کنار این مجموعه قرار دارد. از کاخ ملکه مادر نیز که متعلق به ارگان ریاست جمهوری است، برای پذیرایی از مهمانان خارجی استفاده می‌شود.

## کاخ نیاوران

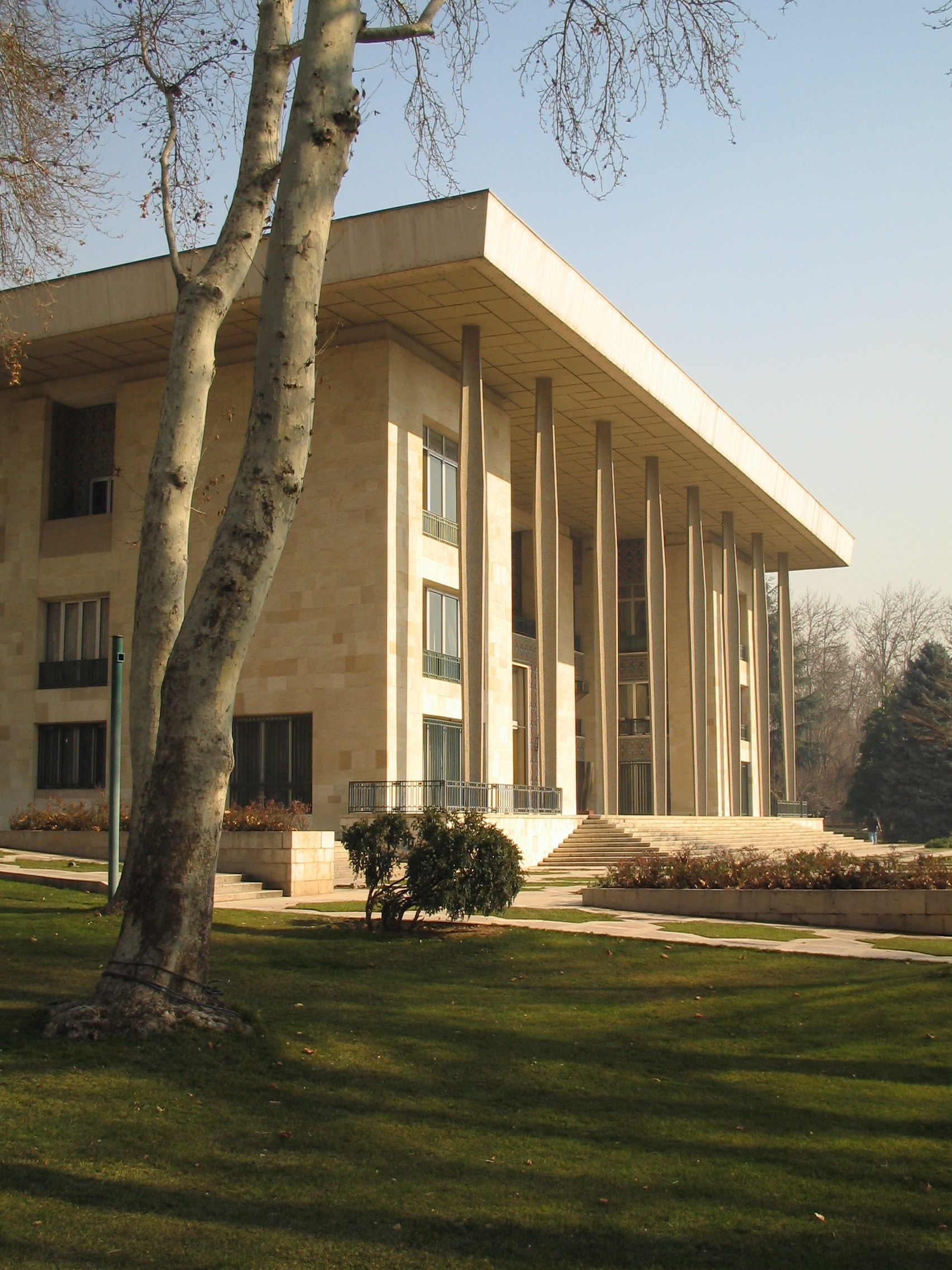
کاخ نیاوران

عملیات احداث این کاخ به دستور محمدرضا پهلوی در سال ۱۳۳۷ آغاز گردید و وقفه‌ای که در ساخت آن پیش آمد در سال ۱۳۴۶ به اتمام رسید. این بنا با مساحتی در حدود ۹۰۰۰ متر مربع در دو طبقه و یک نیم طبقه احداث و در ابتدا به عنوان محلی برای پذیرایی میهمانان خارجی در نظر گرفته شد، اما پس از پایان ساخت به محل سکونت محمدرضا پهلوی و خانواده اش اختصاص یافت. طراح بنا محسن فروغی بود که طرح خود را بیشتر از معماری ایرانی و تلفیقی از هنر پیش و پس از اسلام الهام گرفته بود. همچنین گچ بری توسط استاد عبداللهی، آینه کاری توسط استاد علی اصغر و کاشی کاری نمای خارجی توسط استاد ابراهیم کاظم پور انجام شده‌است. 
این مجموعه در شمال شرق تهران (شمیران) قرار دارد. شکل‌گیری آن به نخستین سال‌های سلسله قاجار بازمی‌گردد. این مجموعه که پس از انقلاب ایران (۱۳۵۷) به مجموعه‌ای موزه ای تبدیل شده‌است، تا سال ۱۳۷۸ با مجموعه سعدآباد به‌طور مشترک اداره می‌گردید و از آغاز سال ۱۳۷۹ رسماً مستقل شد. اکنون با دربرگرفتن ۵ موزه کاخ اختصاصی نیاوران، کاخ صاحبقرانیه، کوشک احمدشاهی، موزه جهان‌نما، کتابخانه اختصاصی کاخ نیاوران و فضاهای فرهنگی دیگر همانند تالار آبی، سینمای اختصاصی و گالری جهان‌نما و همچنین باغ نیاوران که از باغ‌های سه‌گانه ییلاقی و بزرگ شمال قدیم بوده‌است جاذبه‌هایی از تاریخ، فرهنگ و طبیعت را به تماشا گذاشته‌است.

### کوشک احمدشاهی

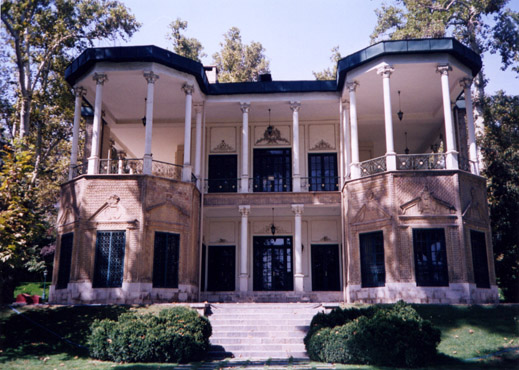
کوشک احمد شاهی

این عمارت، اواخر دوره قاجار جهت خوابگاه ییلاقی احمد شاه در میان باغ نیاوران با مساحتی بالغ بر ۸۰۰ متر در دو طبقه با سقف شیروانی بنا گردید. از ویژگی‌های عمده این بنا تزئینات و نمای آجری به کار رفته در سرتاسر نمای بیرونی آن است. آجرها از نوع منقوش قالبی با طرح‌های متنوع به رنگ نخودی است.

### کاخ صاحبقرانیه (جهان‌نما)

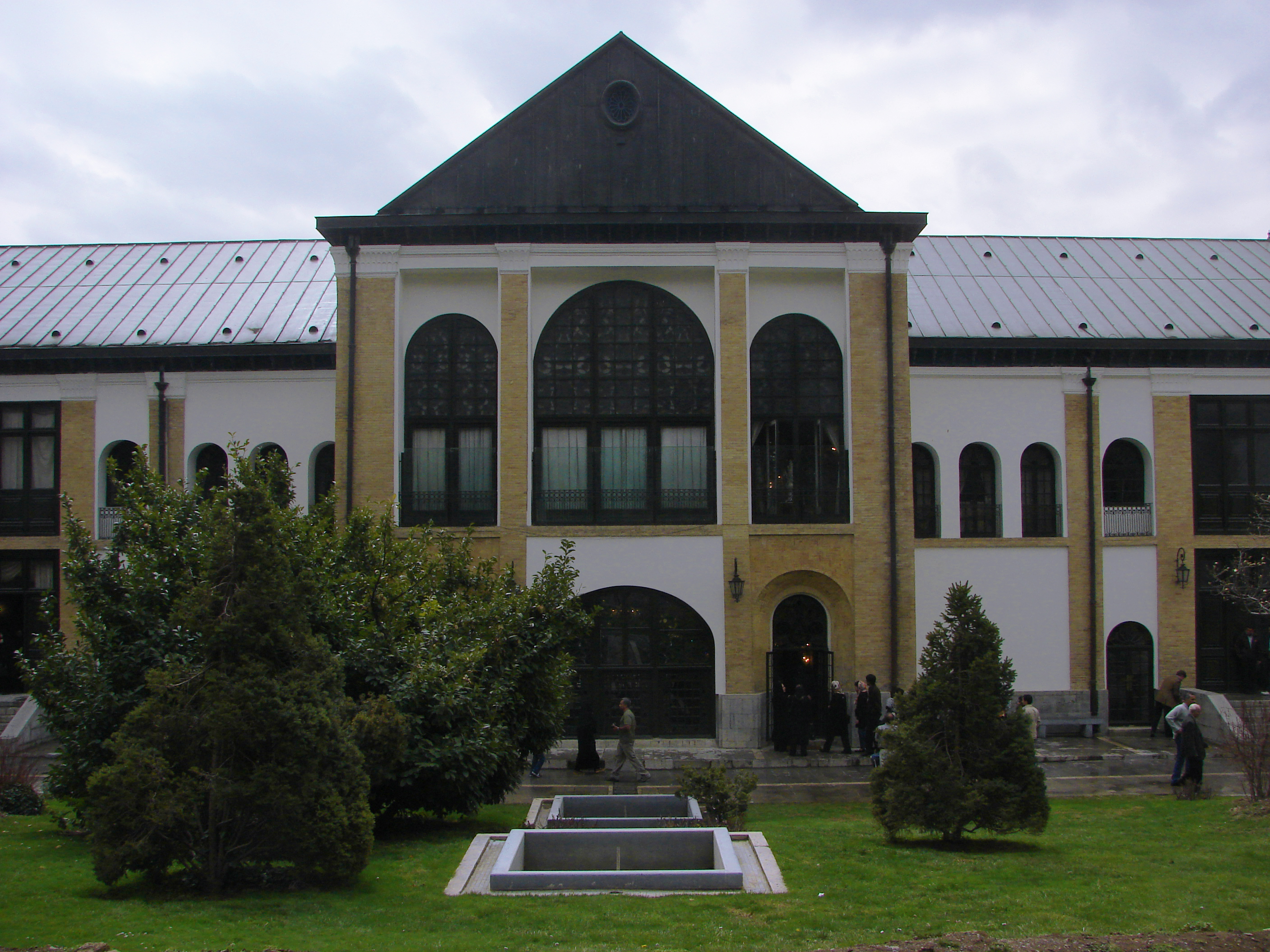
کاخ صاحبقرانیه

ناصرالدین شاه در سال ۱۲۶۷ هجری قمری دستور داد ساخت قصر نیاوران را در دو طبقه شامل شاه‌نشین، کرسی‌خانه، حمام و ۵۰–۴۰ دستگاه خانه هر کدام شامل ۴ اتاق و یک ایوان برای زنانش بسازند. او در سی و یکمین سال حکومتش خود را صاحب قران نامید و این کاخ را کاخ صاحبقرانیه نام نهاد. پس از او، مظفرالدین شاه تغییراتی در ساختمان ایجاد و قسمتی از حرمسرا را خراب کرد. فرمان مشروطیت نیز در حیاط کاخ صاحبقرانیه، توسط او امضا گردید. در دوران پهلوی اول این کاخ برای برگزاری مراسم ازدواج محمدرضا پهلوی و فوزیه بازسازی می‌شود ولی بعلت برودت هوای نیاوران مراسم در کاخ مرمر برگزار گردید.

## کاخ مرمر

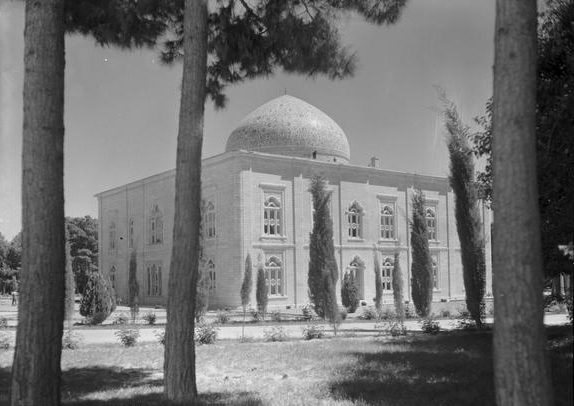
کاخ مرمر

این کاخ به فرمان رضا شاه پهلوی بنا شده و ساخت آن از سال ۱۳۱۳ تا ۱۳۱۶ به درازا کشید. معماری آن آینده‌ای از سبک‌های شرقی و غربی است. کاخ مرمر از سال ۱۳۵۵ تا ۱۳۵۹ موزه بود. استادان و هنرمندانی مانند حسین لرزاده (معمار)، استاد یزدی (کاشی کار)، محمدحسین صنیع خاتم و حسین طاهر زاده در ساختن آن همکاری کرده‌اند. تخت مرمر یا تخت سلیمان به شکل یک سکوی دیواره‌دار بلند با شصت و پنج قطعه مرمر بزرگ و کوچک ساخته شده و در وسط ایوان کاخ مستقر گردیده‌است. تخت مرمر در سه سال اول سلطنت کریم‌خان زند، در سال‌های ۱۱۶۳ تا ۱۱۶۵ هجری قمری بنا شد. تخت مرمر کنونی که در وسط ایوان اصلی کاخ قرار دارد، در سال ۱۲۲۰ هجری قمری به دستور فتح علی شاه قاجار ساخته شده‌است.

## کاخ گلستان

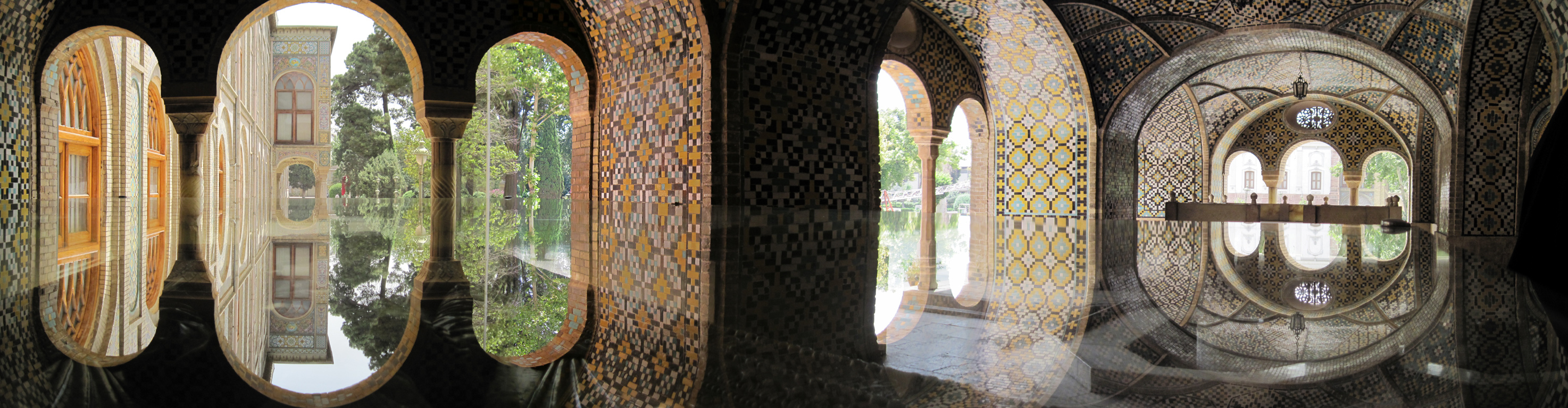
خلوت کریمخانی واقع در کاخ گلستان

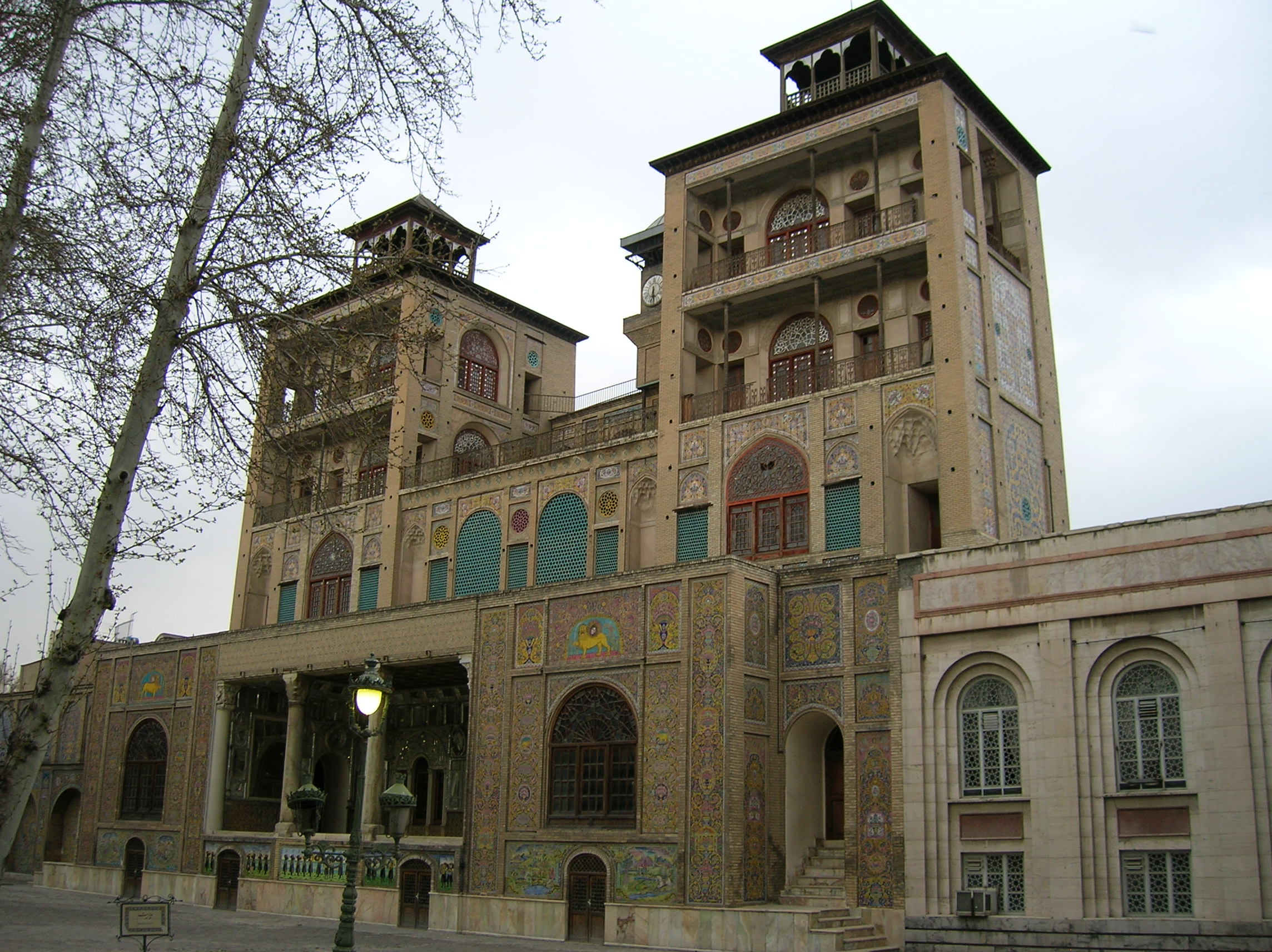
شمس‌العماره از درون کاخ گلستان

مجموعه کاخ گلستان شامل اماکن دیدنی و تاریخی است که عبارتند از: 
اندرون (تخریب شده)، 
ایوان تخت مرمر، 
تالار آینه، 
تالار الماس، 
تالار برلیان، 
تالار عاج، 
خلوت کریمخانی، 
شمس‌العماره، 
عمارت خروجی، 
تالار سلام 
و کاخ ابیض.

### شمس‌العماره
ناصرالدین شاه در سفر اروپا به ساخت بناهایی هم‌چون برج‌های اروپایی تمایل پیدا کرد. ولی ساخت این عمارت، پیش از سفرهای او به اروپا انجام شد. به دستور او، بنای مرتفعی ساختند تا خود و زنانش بتوانند منظره شهر تهران و دورنمای آن را تماشا کنند. بنای شمس‌العماره توسط دوستعلی‌خان نظام‌الدوله معیرالممالک در سمت شرقی ارگ سلطنتی طی دو سال ساخته شد و تاریخ اتمام آن سال۱۲۸۴ ق است. شمس‌العماره از لحاظ ارتفاع و تقسیم‌بندی طبقات مانند بناهای غربی است، اما تزیین و آرایش داخلی و خارجی بنا ایرانی و در آن از سازه‌های سنتی استفاده شده‌است.

## حوض‌خانه باغ قدیم نگارستان
این بنا در باغ موزه نگارستان است و در عهد فتح‌علی شاه و محمدشاه قاجار به شکل هشت گوش، یا شاه نشین‌های سبک زندیه، ساخته و مزمن به گچ‌بری‌های عالی است. اکنون این بنا محل موزه هنرهای ملی است.

## کاخ فرح‌آباد

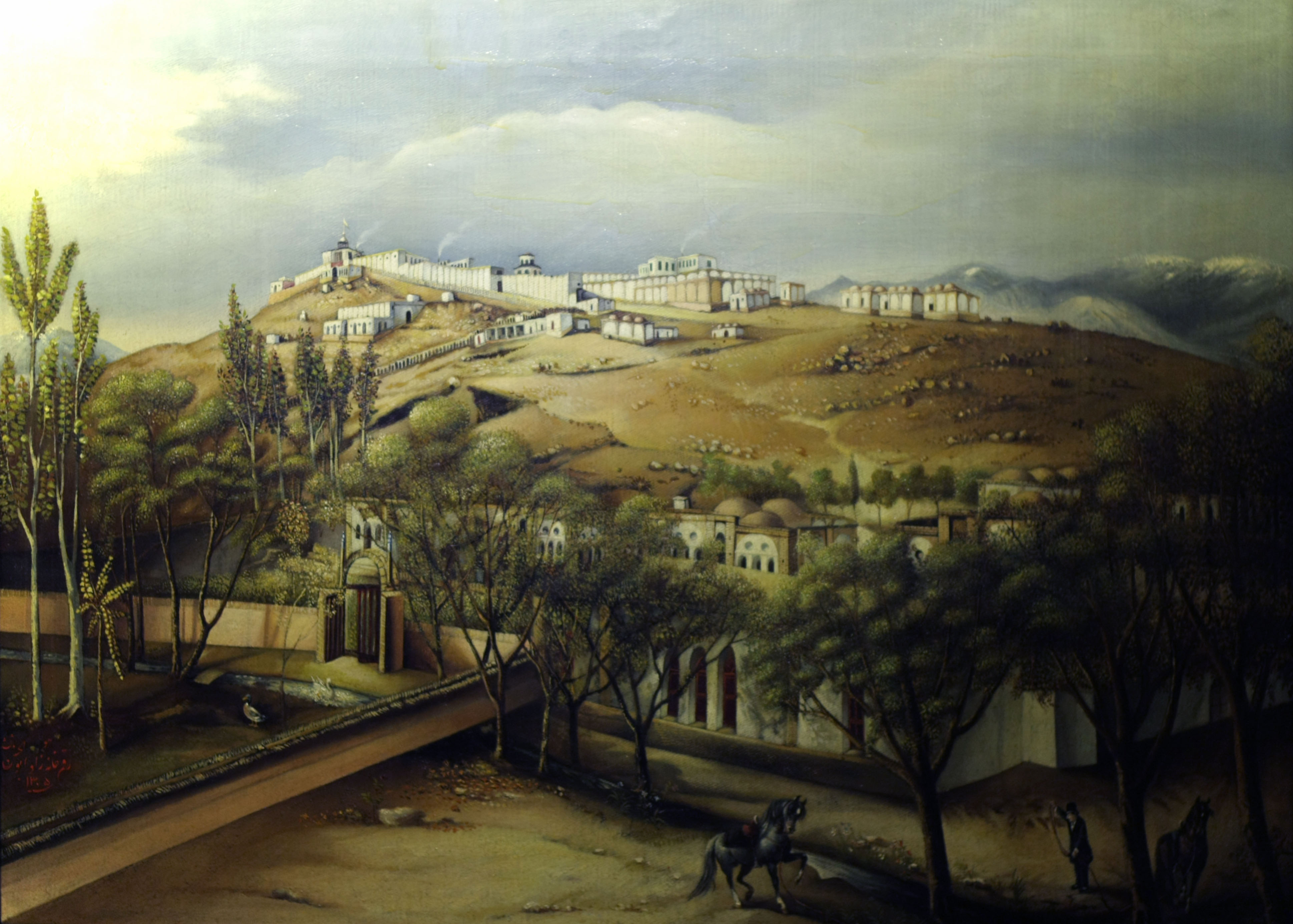
کاخ دوشان‌تپه اثر ابوالحسن ثالث غفاری

کاخ فرح‌آباد مربوط به دوره قاجار در دوشان‌تپه است و در تهران، انتهای خیابان پیروزی (فرح‌آباد پیشین) جای گرفته‌است. به دستور مظفرالدین شاه قاجار ساخت کاخ سلطنتی فرح‌آباد در سال ۱۲۸۱ خورشیدی (۱۳۲۰ ه‍.ق)، در دهکدهٔ فرح‌آباد، در شرق تهران آغاز شد و در سال ۱۲۸۳ خورشیدی (۱۳۲۲ ه‍.ق) به پایان رسید. این کاخ که با الگو گرفتن از طرح کاخ تروکادرو پاریس، به شکل نیم‌دایره و با چند ردیف ایوان‌های روباز دورتادور ساختمان ساخته شد. گنبد فیروزه‌ای بر سقف کاخ ساخته شد.

## قصر قاجار

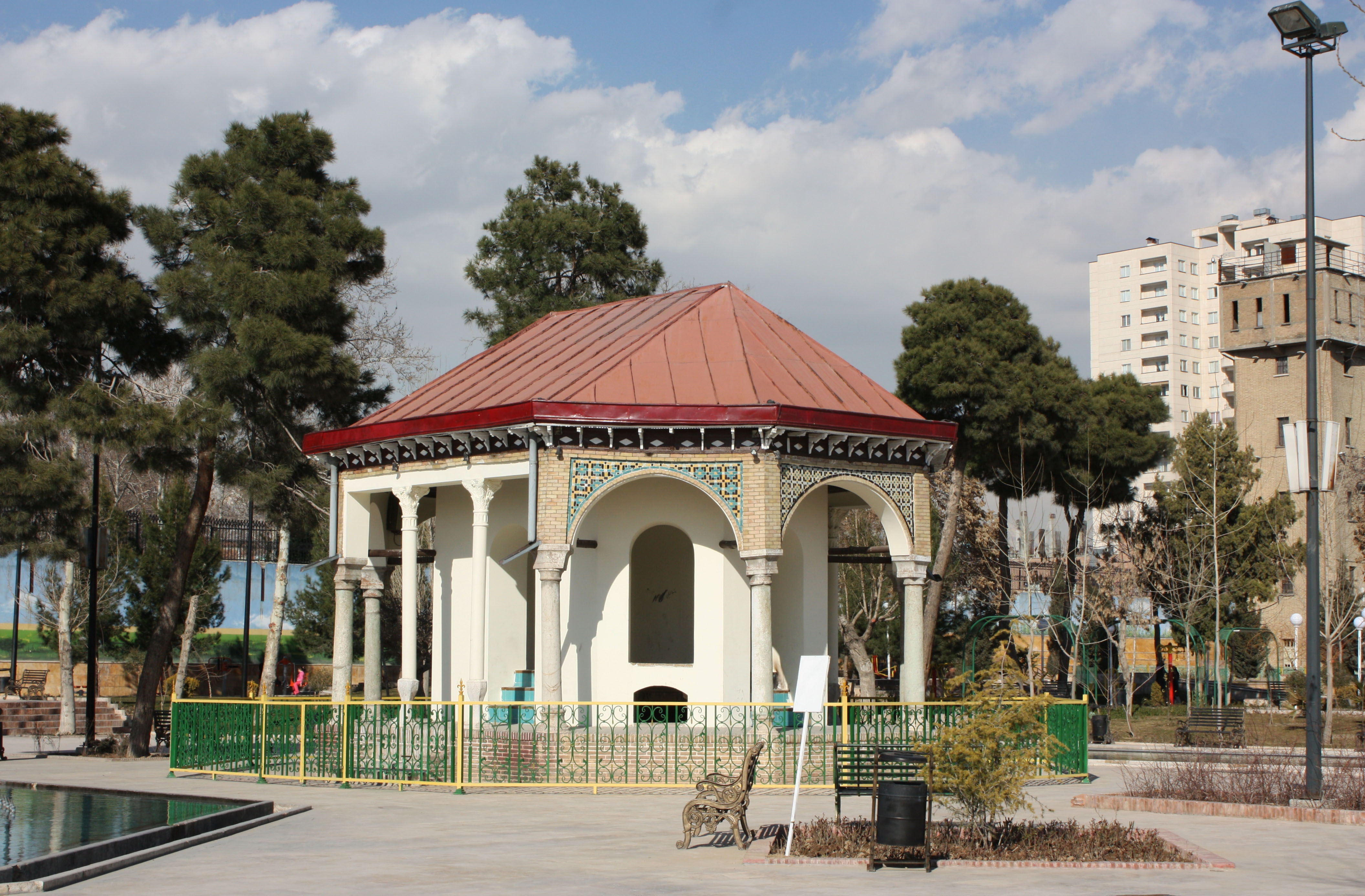
کلاه‌فرنگی بازمانده از قصر قاجار

قصر قاجار نام یکی از کاخ‌های عصر قاجاریه است که بنای آن یکی از قدیمی‌ترین قصرهای پادشاهان قاجار به‌شمار می‌آید. از این قصر که در حدود چهارراه قصر امروزی جاده قدیم شمیران (خیابان دکتر شریعتی) با خیابان عباس‌آباد (خیابان بهشتی امروزی) واقع بود، در عصر رضاشاه پهلوی نابود گردید و به جای آن زندان قصر ایجاد گردید. این مکان در حال حاضر، تحت عنوان باغ باغ‌موزه قصر معرفی می شود.

## کاخ سلطنت‌آباد

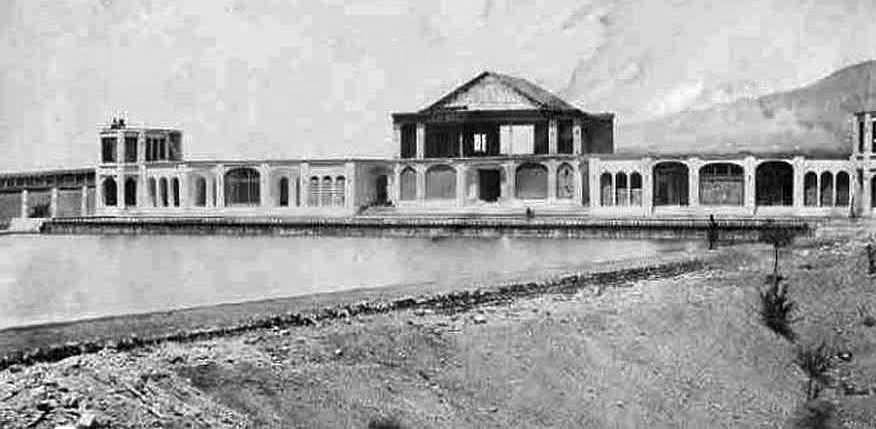
کاخ سلطنت‌آباد

این کاخ در سال ۱۲۶۵ هجری قمری به فرمان ناصرالدین شاه در جلگهٔ شرقی قریهٔ رستم‌آباد ساخته شد. معماری، سبک ساختمان کاخ و تزیینات گچبری آن معرف هنر دورهٔ قاجار است و کوبی زرینی که نشانهٔ کاخ سلطنتی بود، بر فراز بلندترین نقطهٔ شیروانی بام جای داده شده بود. این کاخ توسط رضاشاه پهلوی تخریب شد و اکنون جز دو بنای مختصر چیزی از آن باقی نمانده‌است و پادگان‌های سپاه پاسداران در محل آن مستقر است.

## دیگر کاخ‌های تهران

### کاخ‌های سلطنتی
- قصر و کلاه‌فرنگی باغ لاله‌زار
- قصر فیروزه (قصر دوشان‌تپه)
- قصر یاقوت (کاخ سرخه‌حصار)
- کاخ عشرت‌آباد
- کاخ مظفری دارآباد
- کاخ خرم

### کاخ‌های غیرسلطنتی
- کاخ بهارستان
- عمارت باغ فردوس
- عمارت مسعودیه
- کاخ دادگستری
- کاخ شهربانی
- کاخ سنا
- کاخ جوانان
- کاخ باشگاه تاج
- کاخ پرسپولیس
- کاخ سهرابی
- کاخ ثابت پاسال
- کاخ مروارید